# Heinrich Messner
Pour les articles homonymes, voir Messner.
Heinrich Messner, né le 1er septembre 1939 à Obernberg am Brenner (Tyrol) et mort le 18 octobre 2023, est un skieur alpin autrichien. 
Il a remporté la première épreuve de l'histoire de la Coupe du monde de ski alpin, un slalom organisé le 5 janvier 1967 à Berchtesgaden.

## Palmarès

### Jeux olympiques
| Épreuve / Édition | Descente | Géant  | Slalom |
| JO 1964 Innsbruck | 10e      | —      | —      |
| JO 1968 Grenoble  | 4e       | Bronze | 14e    |
| JO 1972 Sapporo   | Bronze   | —      | —      |

### Championnats du monde
| Épreuve / Édition         | Descente | Géant  | Slalom      | Combiné |
| JO 1964 Innsbruck         | 10e      | —      | —           | —       |
| Mondiaux 1966 Portillo    | 4e       | 10e    | Abandon     | —       |
| JO 1968 Grenoble          | 4e       | Bronze | 14e         | Bronze  |
| Mondiaux 1970 Val Gardena | 17e      | 4e     | Disqualifié | —       |
| JO 1972 Sapporo           | Bronze   | —      | —           | —       |

### Coupe du monde
- Meilleur résultat au classement général : 2e en 1967
  - 1 victoire : 1 slalom
  - 16 podiums

#### Saison par saison
- Coupe du monde 1967 :
  - Classement général : 2e
    - 1 victoire en géant : Berchtesgaden
- Coupe du monde 1968 :
  - Classement général : 10e
- Coupe du monde 1969 :
  - Classement général : 7e
- Coupe du monde 1970 :
  - Classement général : 8e
- Coupe du monde 1971 :
  - Classement général : 23e
- Coupe du monde 1972 :
  - Classement général : 10e

### Arlberg-Kandahar
- Vainqueur du slalom 1967 à Sestrières